# フェルナンド・モリエンテス
フェルナンド・モリエンテス（Fernando Morientes, 1976年4月5日 - ）は、スペイン・エストレマドゥーラ州カセレス出身の元サッカー選手、現サッカー指導者。現役時代のポジションはフォワード。元スペイン代表。
愛称は「El Moro（モロ）」「Nando（ナンド）」とふたつあるが後者はASモナコ在籍時の監督、ディディエ・デシャンが命名したもの。

## 概要
アルバセテBPとレアル・サラゴサでの活躍から1997年にレアル・マドリードに移籍を果たし、リーガ・エスパニョーラ優勝2回、UEFAチャンピオンズリーグ優勝3回など数々のタイトルを獲得した。2005年1月に移籍したリヴァプールFCでもUEFAチャンピオンズリーグ優勝を果たし、その後はバレンシアCFとオリンピック・マルセイユに所属した。2010年に現役引退してテレビの解説者に転身したが、2015年に一時的にスペイン6部リーグのDAVサンタ・アナで現役復帰した。
5つの異なるクラブでUEFAチャンピオンズリーグへの出場を果たした史上初の選手であり、これは現在では6つの異なるクラブで同大会への出場を果たしたズラタン・イブラヒモビッチに次ぐ記録である。そのうち、オリンピック・マルセイユを除く4つのクラブで同大会での得点を挙げており、これも6つのクラブで同大会での得点を挙げたイブラヒモビッチに次ぐ記録である。なお、自身と同じく4つのクラブで同大会での得点を挙げた選手としてエルナン・クレスポがいる。
スペイン代表には1998年にデビューし、歴代4位の27得点を決めている。FIFAワールドカップは1998 FIFAワールドカップと2002 FIFAワールドカップの2大会に出場して計5得点の結果を残した。

## クラブ経歴
エストレマドゥーラ州のカセレスに生まれたが、警察官の父親の仕事の都合で4歳のときにカスティーリャ＝ラ・マンチャ州のトレドに引っ越した。1993年、プリメーラ・ディビシオン（1部）のアルバセテBPからデビューを果たし、2シーズンで22試合（先発出場9、途中出場13）に出場して5得点を決めた。1995年夏に移籍金90万ユーロでレアル・サラゴサに移籍すると、主にダニと2トップを組み、2シーズンで28得点を決めてフォワードとして頭角を現した。

### レアル・マドリード
サラゴサでの活躍はレアル・マドリードの興味を引き、1997年夏に移籍金660万ユーロでレアル・マドリードに移籍した。1997-98シーズン序盤戦はプレドラグ・ミヤトヴィッチやダヴォル・シュケルの控えだったが、やがて先発出場するようになり、移籍初年度ながら33試合に出場して12得点を記録してチーム内得点王になった。レアル・マドリードでは主にラウル・ゴンサレスと2トップを組み、数々のタイトル獲得に貢献した。リーグ戦は期待外れの4位に終わったが、UEFAチャンピオンズリーグでは32シーズンぶり7回目の優勝を成し遂げた。1998年12月1日に国立競技場で行われたインターコンチネンタルカップではCRヴァスコ・ダ・ガマを2-1で下して世界制覇を果たした。
1998-99シーズンはとても調子が良く、得点王は25得点のラウル・ゴンサレスに譲ったが、38試合に出場してリーグ4位の19得点を挙げた。1999年12月に結婚し、1999年7月に長男を、2001年8月に長女を、2006年9月に次女を授かった。1999-2000シーズンも質の高いプレーを見せ、前年度と同じ19得点を挙げて2度目のチーム内得点王になり、さらにUEFAチャンピオンズリーグでは決勝のバレンシアCF戦でゴールを決めて過去3シーズンで2度目の優勝に貢献した。2000-01シーズンは終盤戦の怪我によりリーグ戦は6得点に終わったが、レアル・マドリード加入後初のリーグ優勝を果たし、UEFAチャンピオンズリーグでは準決勝でバイエルン・ミュンヘンに敗れたものの8試合4得点と高い決定率を残した。
2001-02シーズンはデポルティーボ・ラ・コルーニャのディエゴ・トリスタンに次ぐ2位（FCバルセロナのパトリック・クライファートと同点）のリーグ戦18得点を決め、とりわけ7-0で勝利したUDラス・パルマス戦では1試合5得点の快挙を達成した。UEFAチャンピオンズリーグでは決勝でバイエル・レバークーゼンを破り、2シーズン前と4シーズン前に続いて3度目のチャンピオンメダルを獲得した。インターコンチネンタルカップではオリンピア・アスンシオンを破り4年ぶりの優勝を果たした。
2002年夏にインテル・ミラノからロナウドが加入したため、モリエンテスはFCバルセロナやトッテナム・ホットスパーFCに移籍するのではないかという噂が流れた。特に前者は2200万ユーロという莫大な移籍金をモリエンテス獲得のために用意していると報道されたが、モリエンテス側の金銭的な要求が高かったために実現しなかった。ロナウドの加入以外にレアル・マドリードの下部組織出身のハビエル・ポルティージョが復帰したこともあり、モリエンテスの出場機会は前シーズンから急減し、移籍後最少かつ初めて一桁となるリーグ戦6得点に終わった。その出場機会の少なさからトッテナム、レアル・サラゴサ、ASローマ、ACミランなどへの移籍がささやかれたが、結局マドリードに残った。
この時期にはギャラクティコ政策（銀河系政策）がさらに推し進められ、2003年夏にはデビッド・ベッカムが加入したが、彼はスター偏重のクラブ方針に批判的だったため、なかば監督の構想外となった。シャルケ04へのレンタル移籍交渉はまとまらなかったが、ディディエ・デシャン監督が率いるフランス・リーグ・アンのASモナコへのレンタル移籍が決まり、リーグ戦では28試合10得点とまずまずの成績を残し、UEFAチャンピオンズリーグでは12試合で9得点を奪って得点王に輝くなど、リーグ戦を上回るインパクトを残した。皮肉なことに、準々決勝では自らを放出したレアル・マドリードとの対戦となったが、アウェー・ホームの2試合とも得点を挙げる活躍を見せ、アウェーゴール差で辛くも準決勝に進出した。準決勝のチェルシーFC戦でも得点して勝ち上がった決勝の舞台はシーズン前に移籍する可能性があったシャルケ04のホーム・アレナ・アウフシャルケであったが、大会10得点目はならず、3-0で敗れて自身4度目の大会制覇はならなかった。
シーズン終了後にレアル・マドリードに復帰したが、リヴァプールFCからマイケル・オーウェンが加入してポジション争いは一層厳しくなった。2004-05シーズン前半戦で出場した13試合はすべて途中出場という起用法への不満はあったにせよ、リーグ戦では半年間で1点も挙げられず、2005年1月に移籍金930万ユーロでイングランド・プレミアリーグのリヴァプールFCに完全移籍した。レアル・マドリードでの6シーズン半でリーグ戦182試合（うち先発出場112、途中出場70）に出場して82得点を挙げた。

### リヴァプールFC
2005年2月1日、マンチェスター・ユナイテッドFC戦でデビューし、チャールトン・アスレティックFC戦で初得点を決めた。大いに期待されて加入したが、体調面での問題により活躍は限られ、ACミランとのUEFAチャンピオンズリーグ決勝には出場せず、2004-05シーズン後半戦は3得点に終わった。2005-06シーズンはアストン・ヴィラFC戦の先制点やミドルスブラFC戦での2得点などで才能の片鱗は見せたがリーグ戦28試合に出場してわずか5得点にとどまった。リヴァプールでの1シーズン半で61試合に出場して12得点を記録し、UEFAスーパーカップとFAカップのタイトルを勝ち取った。リヴァプールでの不振により2006 FIFAワールドカップに出場するスペイン代表メンバーから漏れた。

### バレンシアCF
2006年5月後半、移籍金約300万ユーロでバレンシアCFに移籍した。キケ・サンチェス・フローレス監督とはレアル・サラゴサ時代にともにプレーした経験がある。母国に戻ったことでコンディションを取り戻し、リーグデビュー戦のレアル・ベティス戦で移籍後初得点を決めて2-1で勝利し、UEFAチャンピオンズリーグデビュー戦のオリンピアコスFC戦ではハットトリックを達成した。ダビド・ビジャとの良い連携を見せ、リーグ戦では24試合12得点、UEFAチャンピオンズリーグではチーム内得点王の7得点を決め、ビジャと並んでチーム内得点王になった。2006-07シーズンの活躍からスペイン代表に再び招集された。
2007年夏にはニコラ・ジギッチとハビエル・アリスメンディが加入し、ポジション争いが一層厳しくなった。UEFAチャンピオンズリーグではグループリーグ最下位に終わり、キケ・フローレス監督が解任されるなど、失望のシーズンだった。2007年12月に負傷してほとんど3カ月の間出場できなかった。2008年3月15日のセビージャFC戦で復活し、4月に行われたコパ・デル・レイ決勝のヘタフェCF戦ではチームの3点目を決めて3-1での勝利に貢献した。幾度かの負傷によって多数の試合に欠場したが、移籍してからの2シーズンでリーグ戦48試合に出場して18得点を挙げ、そのほかに欧州カップ戦には18試合に出場した。2007年夏と2008年夏にはトルコ・シュペルリガのガラタサライから獲得オファーがあったが、いずれも実現していない。加齢による衰えやダビド・ビジャとフアン・マタの成長などがあり、2008-09シーズンのリーグ戦は片手で数えるほどしか出場機会を得られなかったが、UEFAカップでは7試合に出場して3得点を決めてチーム内得点王になった。

### オリンピック・マルセイユ
バレンシアとの契約が満了してフリーとなり、2009年夏の移籍市場では自身が頭角を現したサラゴサへの復帰が噂されたが、ASモナコ時代の恩師ディディエ・デシャンが新監督に就任したオリンピック・マルセイユに2年契約で移籍した。しかし4番手か5番手のフォワードという立ち位置が続き、リーグ戦では11試合出場1得点、欧州カップ戦では2試合出場無得点に終わった。1年契約を残していたが、シーズン終了後の2010年7月1日に両者合意の下、契約解除が成立した。2010年夏の移籍市場最終日の8月31日、現役を引退することを発表し、解説者（コメンテーター）として活動していくことを発表した。

### デポルティボ・サンタ・アナ
2015年1月、モリエンテスの息子が所属している縁からシーズン一杯の契約でプリメーラ・レギオナル・ディビジョン(スペイン6部)のDAVサンタ・アナで現役復帰を果たした。

## 代表経歴
1995年にはFIFAワールドユース選手権、1996年にはアトランタオリンピックに出場した。
1998年3月25日のスウェーデン戦でスペイン代表デビューし、最初の5分で2得点を挙げた。同年の北アイルランド戦でも1試合2得点し、1998 FIFAワールドカップのブルガリア戦でも2得点を決めた。UEFA欧州選手権2000の出場メンバーからは外れたが、UEFA欧州選手権2004ではチームが大会中にあげた2点のうちの1点を決めた。2002 FIFAワールドカップではラウル・ゴンサレスとともにすばらしいプレーを見せ、パラグアイ戦とアイルランド戦で計3ゴールを決めたが、決勝トーナメントの韓国戦でゴールネットを揺らしたシュートがオフサイドの誤審で無効となり、PK戦の末に敗れた。2006 FIFAワールドカップ予選にも出場し、本大会に向けた代表候補31人に選ばれたが、リヴァプールでの低調な成績のために最終メンバー23人からは外れた。バレンシアで復活を遂げて再びスペイン代表に選ばれ、2007年3月24日のUEFA欧州選手権予選デンマーク戦で通算27点目を決めた。デンマーク戦の4日後のアイスランド戦で負傷し、その後は代表に招集されていない。
代表での27得点はスペイン代表歴代7位である。1試合あたりの得点率はビジャには及ばないがラウルとイエロを上回っている。

### 指導者
2012年からは古巣レアル・マドリードの下部組織のコーチとして指導者の道を歩み始めた。DAVサンタ・アナでの一時的な現役復帰を経て、2015年6月19日にセグンダ・ディビシオンBのCFフエンラブラダの監督就任が発表された。2016年2月に退任した後は、サッカー解説者やリーガ・エスパニョーラのアンバサダーとして活動している。

## 所属クラブ
- アルバセテ・バロンピエ 1993-1995
- レアル・サラゴサ 1995-1997
- レアル・マドリード 1997-2005.1

→ ASモナコ 2003-2004 （レンタル移籍）
- リヴァプールFC 2005.1-2006
- バレンシアCF 2006-2009
- オリンピック・マルセイユ 2009-2010
- DAVサンタ・アナ 2015

## 個人成績
| シーズン     | クラブ             | リーグ                 | リーグ | リーグ | カップ                 | カップ                 | リーグカップ             | リーグカップ             | 大陸 | 大陸 | 合計 | 合計 |
| シーズン     | クラブ             | リーグ                 | 出場   | 得点   | 出場                   | 得点                   | 出場                     | 得点                     | 出場 | 得点 | 出場 | 得点 |
| スペイン     | スペイン           | スペイン               | リーグ | リーグ | コパ・デル・レイ       | コパ・デル・レイ       | スーペルコパ             | スーペルコパ             | UEFA | UEFA | 合計 | 合計 |
| ------------ | ------------------ | ---------------------- | ------ | ------ | ---------------------- | ---------------------- | ------------------------ | ------------------------ | ---- | ---- | ---- | ---- |
| 1993–94      | アルバセテ         | リーガ・エスパニョーラ | 2      | 0      | 0                      | 0                      | -                        | -                        | 0    | 0    | 2    | 0    |
| 1994–95      | アルバセテ         | リーガ・エスパニョーラ | 20     | 5      | 6                      | 2                      | -                        | -                        | 0    | 0    | 26   | 7    |
| 1995–96      | レアル・サラゴサ   | リーガ・エスパニョーラ | 29     | 13     | 3                      | 3                      | -                        | -                        | 5    | 2    | 37   | 18   |
| 1996–97      | レアル・サラゴサ   | リーガ・エスパニョーラ | 37     | 15     | 3                      | 1                      | -                        | -                        | 0    | 0    | 40   | 16   |
| 1997–98      | レアル・マドリード | リーガ・エスパニョーラ | 33     | 12     | 2                      | 0                      | -                        | -                        | 10   | 4    | 45   | 16   |
| 1998–99      | レアル・マドリード | リーガ・エスパニョーラ | 33     | 19     | 5                      | 6                      | -                        | -                        | 5    | 0    | 43   | 25   |
| 1999–2000    | レアル・マドリード | リーガ・エスパニョーラ | 29     | 12     | 1                      | 0                      | -                        | -                        | 14   | 6    | 44   | 18   |
| 2000–01      | レアル・マドリード | リーガ・エスパニョーラ | 22     | 6      | 1                      | 0                      | -                        | -                        | 8    | 4    | 31   | 10   |
| 2001–02      | レアル・マドリード | リーガ・エスパニョーラ | 33     | 18     | 5                      | 0                      | -                        | -                        | 11   | 3    | 49   | 21   |
| 2002–03      | レアル・マドリード | リーガ・エスパニョーラ | 18     | 5      | 2                      | 1                      | -                        | -                        | 7    | 0    | 27   | 6    |
| 2003–04      | レアル・マドリード | リーガ・エスパニョーラ | 1      | 0      | 0                      | 0                      | -                        | -                        | 0    | 0    | 1    | 0    |
| フランス     | フランス           | フランス               | リーグ | リーグ | クープ・ドゥ・フランス | クープ・ドゥ・フランス | クープ・ドゥ・ラ・リーグ | クープ・ドゥ・ラ・リーグ | UEFA | UEFA | 合計 | 合計 |
| 2003–04      | モナコ             |                        | 28     | 10     | 2                      | 3                      | 0                        | 0                        | 12   | 9    | 42   | 22   |
| スペイン     | スペイン           | スペイン               | リーグ | リーグ | コパ・デル・レイ       | コパ・デル・レイ       | スーペルコパ             | スーペルコパ             | UEFA | UEFA | 合計 | 合計 |
| 2004–05      | レアル・マドリード | リーガ・エスパニョーラ | 13     | 0      | 2                      | 1                      | -                        | -                        | 6    | 2    | 21   | 3    |
| イングランド | イングランド       | イングランド           | リーグ | リーグ | FAカップ               | FAカップ               | リーグカップ             | リーグカップ             | UEFA | UEFA | 合計 | 合計 |
| 2004–05      | リバプール         | プレミアリーグ         | 13     | 3      | 0                      | 0                      | 2                        | 0                        | 0    | 0    | 15   | 3    |
| 2005–06      | リバプール         | プレミアリーグ         | 28     | 5      | 5                      | 1                      | 1                        | 0                        | 11   | 3    | 45   | 9    |
| スペイン     | スペイン           | スペイン               | リーグ | リーグ | コパ・デル・レイ       | コパ・デル・レイ       | スーペルコパ             | スーペルコパ             | UEFA | UEFA | 合計 | 合計 |
| 2006–07      | バレンシア         | リーガ・エスパニョーラ | 24     | 12     | 3                      | 0                      | -                        | -                        | 9    | 7    | 36   | 19   |
| 2007–08      | バレンシア         | リーガ・エスパニョーラ | 22     | 6      | 1                      | 1                      | -                        | -                        | 8    | 1    | 31   | 8    |
| 2008–09      | バレンシア         | リーガ・エスパニョーラ | 20     | 1      | 5                      | 2                      | -                        | -                        | 5    | 3    | 30   | 6    |
| フランス     | フランス           | フランス               | リーグ | リーグ | クープ・ドゥ・フランス | クープ・ドゥ・フランス | クープ・ドゥ・ラ・リーグ | クープ・ドゥ・ラ・リーグ | UEFA | UEFA | 合計 | 合計 |
| 2009–10      | マルセイユ         | リーグ・アン           | 11     | 1      | 0                      | 0                      | -                        | -                        | 2    | 0    | 13   | 1    |
| 合計         | スペイン           | スペイン               | 336    | 124    | 27                     | 17                     | -                        | -                        | 88   | 32   | 451  | 173  |
| 合計         | フランス           | フランス               | 39     | 11     | 2                      | 3                      | 0                        | 0                        | 14   | 9    | 55   | 23   |
| 合計         | イングランド       | イングランド           | 41     | 8      | 5                      | 1                      | 3                        | 0                        | 11   | 3    | 60   | 12   |
| 総合計       | 総合計             | 総合計                 | 416    | 143    | 34                     | 21                     | 3                        | 0                        | 113  | 44   | 566  | 208  |

## 代表歴

### 出場大会
- スペイン代表
  - 1998 FIFAワールドカップ・フランス大会 - 1次リーグ敗退
  - 2002 FIFAワールドカップ・日韓大会 - ベスト8
  - EURO2004・ポルトガル大会 - 1次リーグ敗退

### 試合数
- 国際Aマッチ 47試合 27得点（1998年-2007年）[17]

| スペイン代表 | 国際Aマッチ | 国際Aマッチ |
| 年           | 出場        | 得点        |
| ------------ | ----------- | ----------- |
| 1998         | 6           | 7           |
| 1999         | 6           | 2           |
| 2000         | 0           | 0           |
| 2001         | 4           | 3           |
| 2002         | 11          | 5           |
| 2003         | 3           | 3           |
| 2004         | 8           | 4           |
| 2005         | 4           | 2           |
| 2006         | 2           | 0           |
| 2007         | 3           | 1           |
| 通算         | 47          | 27          |

### 得点
| #  | 日時           | 場所                                 | 対戦相手       | スコア | 最終結果 | 大会                            |
| -- | -------------- | ------------------------------------ | -------------- | ------ | -------- | ------------------------------- |
| 1  | 1998年3月25日  | ビーゴ                               | スウェーデン   | 1–0    | 4-0      | 親善試合                        |
| 2  | 1998年3月25日  | ビーゴ                               | スウェーデン   | 2–0    | 4-0      | 親善試合                        |
| 3  | 1998年6月3日   | サンタンデール                       | 北アイルランド | 3–1    | 4–1      | 親善試合                        |
| 4  | 1998年6月3日   | サンタンデール                       | 北アイルランド | 4–1    | 4–1      | 親善試合                        |
| 5  | 1998年6月24日  | ランス                               | ブルガリア     | 3–0    | 6–1      | 1998 FIFAワールドカップ         |
| 6  | 1998年6月24日  | ランス                               | ブルガリア     | 4–1    | 6–1      | 1998 FIFAワールドカップ         |
| 7  | 1998年9月5日   | ラルナカ                             | キプロス       | 3–2    | 3-2      | UEFA欧州選手権2000予選          |
| 8  | 1999年8月18日  | ワルシャワ                           | ポーランド     | 1–1    | 1-2      | 親善試合                        |
| 9  | 1999年10月10日 | アルバセーテ                         | イスラエル     | 2–0    | 3-0      | UEFA欧州選手権2000予選          |
| 10 | 2001年3月28日  | バレンシア                           | フランス       | 2–0    | 2–1      | 親善試合                        |
| 11 | 2001年9月1日   | バレンシア                           | オーストリア   | 2–0    | 4–1      | 2002 FIFAワールドカップ欧州予選 |
| 12 | 2001年9月1日   | バレンシア                           | オーストリア   | 3–0    | 4–1      | 2002 FIFAワールドカップ欧州予選 |
| 13 | 2002年2月13日  | バルセロナ                           | ポルトガル     | 1–1    | 1–1      | 親善試合                        |
| 14 | 2002年4月17日  | ベルファスト                         | 北アイルランド | 0–5    | 0-5      | 親善試合                        |
| 15 | 2002年6月7日   | 全州                                 | パラグアイ     | 1–1    | 3–1      | 2002 FIFAワールドカップ         |
| 16 | 2002年6月7日   | 全州                                 | パラグアイ     | 2–1    | 3–1      | 2002 FIFAワールドカップ         |
| 17 | 2002年6月10日  | 水原                                 | アイルランド   | 1–0    | 1–1      | 2002 FIFAワールドカップ         |
| 18 | 2003年4月30日  | マドリード                           | エクアドル     | 2–0    | 4–0      | 親善試合                        |
| 19 | 2003年4月30日  | マドリード                           | エクアドル     | 3–0    | 4-0      | 親善試合                        |
| 20 | 2003年4月30日  | マドリード                           | エクアドル     | 4–0    | 4-0      | 親善試合                        |
| 21 | 2004年3月31日  | ヒホン                               | デンマーク     | 1–0    | 2-0      | 親善試合                        |
| 22 | 2004年6月5日   | ヘタフェ                             | アンドラ       | 1–0    | 4-0      | 親善試合                        |
| 23 | 2004年6月16日  | ポルト                               | ギリシャ       | 0–1    | 1–1      | UEFA欧州選手権2004              |
| 24 | 2004年8月18日  | ラス・パルマス・デ・グラン・カナリア | ベネズエラ     | 1–0    | 3-2      | 親善試合                        |
| 25 | 2005年9月3日   | サンタンデール                       | カナダ         | 2–0    | 2–1      | 親善試合                        |
| 26 | 2005年11月12日 | マドリード                           | スロベニア     | 5–1    | 5–1      | 2006 FIFAワールドカップ欧州予選 |
| 27 | 2007年3月24日  | マドリード                           | デンマーク     | 1–0    | 2-0      | UEFA欧州選手権2008予選          |

## タイトル
- 1997-1998　スペイン・スーパーカップ - 優勝 / UEFAチャンピオンズリーグ - 優勝
- 1998-1998　インターコンチネンタルカップ - 優勝
- 1999-2000　UEFAチャンピオンズリーグ - 優勝
- 2000-2001　リーガ・エスパニョーラ - 優勝
- 2001-2002　スペイン・スーパーカップ - 優勝 / UEFAチャンピオンズリーグ - 優勝
- 2002-2002　インターコンチネンタルカップ - 優勝
- 2002-2003　リーガ・エスパニョーラ - 優勝 / UEFAスーパーカップ - 優勝
- 2003-2004　UEFAチャンピオンズリーグ - 準優勝・得点王（9得点）
- 2009-2010　フランス・リーグ・アン - 優勝